# Regione di Papua
La  regione di Papua è una regione della Papua Nuova Guinea. È composta da 6 province:
- Baia Milne
- Capitale Nazionale
- Centrale
- Golfo
- Occidentale
- Oro

## Ricerche etnografiche
La regione di Papua è stata teatro di numerose ricerche etno-antropologiche da parte dell'antropologa Marilyn Strathern.